# Junior Empresa

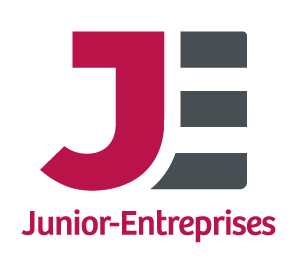
Logo Junior-Entreprises.

Una Junior Empresa es una asociación sin ánimo de lucro gestionada enteramente por los jóvenes universitarios que la componen. Situada en el seno de una universidad o centro formativo, permite a los estudiantes obtener experiencia a través de proyectos profesionales y la autogestión.

## Actividad
Las Junior Empresas realizan trabajos bajo contrato para las empresas convencionales, tanto públicas como privadas, adquiriendo de este modo la preparación práctica que les facilita su incorporación al mundo laboral.
La mayoría de servicios que prestan las Junior Empresa son de consultoría en una gran variedad de campos en función de las titulaciones a las que pertenecen sus integrantes. No obstante, en España hay Junior Empresas dedicadas a:
1. Proyectos de ingeniería de telecomunicación.
2. Consultoría y asesoría empresarial.
3. Publicidad y comunicación.
4. Geotecnia y medio ambiente.
5. Estudios de marketing.
6. Proyectos de ingeniería informática.

## Relación con la universidad
Los trabajos que realizan han de estar relacionados con la carrera que imparten en los centros educativos. Dichos centros han de facilitarles la infraestructura básica: un local, un ordenador, acceso a la biblioteca y el asesoramiento y orientación por parte de uno o varios profesores del centro.

## Aspectos jurídicos
Desde el punto de vista legal, se acogen a una ley sobre asociaciones sin ánimo de lucro y con fines económicos, que permite a las Junior Empresas tener normativa legal propia y permite a las empresas realizar contratos laborales especiales con ellas.
Los ingresos que obtiene una Junior Empresa deben destinarse a la formación continua de sus miembros, dentro del fondo social de la Junior Empresa. Otra parte de los ingresos por servicios prestados puede revertir en los propios integrantes del proyecto en cuestión, en concepto de becas compensatorias.
Asimismo están obligadas a tributar por el Impuesto de Sociedades en aquellas actividades que no constituyan su objeto social y a retener e ingresar el IRPF si sus asociados obtienen alguna retribución.

## Historia
El concepto nace en el año 1967 en París de la mano de la asociación Junior ESSEC Conseil. Con los años, movimiento se expande por Europa y en el año 1992 se crea la Confederación Europea de Junior Empresa, bajo las siglas de JADE (European Confederation of Junior Enterprises).[cita requerida]

## Red Junior Empresa en España
La primera Junior Empresa española se crea en el año 1986, por estudiantes de la Facultad de Ciencias Económicas y Empresariales de la Universidad Complutense de Madrid, denominándose GES PROMO (Grupo Empresariales Somosaguas), esta primera Junior Empresa, estuvo apoyada por la Junior Empresa francesa perteneciente al Instituto Superior de Comercio de París, ISC PROMO. A finales de ese mismo año, GES PROMO, contactará con estudiantes de la ETSII (Escuela Técnica Superior de Ingenieros Industriales) de Madrid, de la Facultad de Ciencias Económicas y Empresariales de la Universidad Autónoma de Madrid, de la Facultad de Ciencias Económicas y Empresariales de Málaga, de ESADE y EADA ambas en Barcelona, para formar parte del Congreso Constituyente de la Confederación Española de Junior Empresas (CEJE), que se encargaría de expandir el movimiento Junior Empresa por todo el territorio español, en los años sucesivos el número de Junior Empresas creció hasta más de una treintena, llegando a acoger a más de 5000 estudiantes pertenecientes a todo tipo de facultades y escuelas técnicas superiores.[cita requerida]
Las Junior Empresas españolas están recogidas dentro de CEJE (Confederación Española de Junior Empresas), aunque el movimiento está organizado por federaciones en diferentes comunidades autónomas. En la actualidad existen 4 federaciones regionales, que recogen 26 Junior Empresas ubicadas por todo el territorio nacional. Las federaciones españolas de Junior Empresas son  FEJERM (Federación de Junior Empresas de la Región de Murcia), FEVAJE (Federación Valenciana de Junior Empresas), FAJE (Federación Andaluza de Junior Empresas), FVJE (Federación Vasca de Junior Empresas) y FECJE (Federació Catalana de Junior Empresa).
- Datos: Q2297457